# Stellaria cuspidata
Stellaria cuspidata är en nejlikväxtart som beskrevs av Carl Ludwig von Willdenow och Schlecht. Stellaria cuspidata ingår i släktet stjärnblommor, och familjen nejlikväxter.

## Underarter
Arten delas in i följande underarter:
- S. c. cuspidata
- S. c. prostrata